# Eskinder Nega
Eskinder Nega est un journaliste et blogueur éthiopien, dirigeant d'un groupe de presse, né en 1968. Il a passé de nombreuses années en prison, mais a été libéré en 2017.  

## Condamnation de 2005
À la suite des élections législatives du 15 mai 2005, Eskinder Nega soutient dans son journal Satenaw les contestations populaires dénonçant des fraudes électorales massives ayant permis au premier ministre éthiopien Meles Zenawi d'emporter la victoire. Arrêté le 28 novembre 2005 avec son épouse Serkalem Fassil, elle-même journaliste et enceinte, il est inculpé pour « génocide », « trahison » et « renversement de l’ordre constitutionnel » et sont tous deux condamnés puis incarcérés à la prison de Kaliti (en).
À la fin de 2007, ils sont libérés tous les deux avec six autres journalistes qui avaient aussi été emprisonnés. À la suite de sa condamnation, Eskinder a perdu sa carte de journaliste et le droit d'éditer un journal mais il continue à écrire sur internet, réfléchissant notamment aux conséquences du printemps arabe pour l'Éthiopie, ce qui lui vaut d'être interrogé par la police.

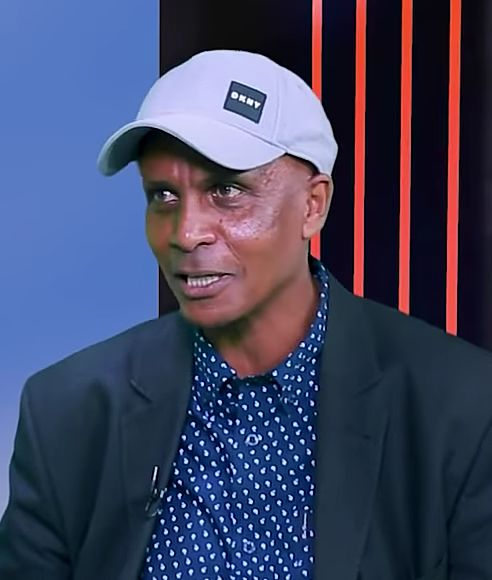
Interview d'Eskinder Nega dans LTV Show en 2019

## Condamnation de 2012
Le 9 septembre 2011, à l'occasion du nouvel an éthiopien, il publie un article en ligne dans lequel il dénonce les poursuites de journalistes pour faits de terrorisme et l'absence de liberté d'expression en Éthiopie, ainsi que l'arrestation de l'acteur et militant Debebe Eshetu. Il est arrêté le 14 septembre pour ses écrits, et poursuivi au titre de la législation anti-terroriste éthiopienne qui criminalise tout propos encourageant, ou justifiant, les actes de groupes s'opposant aux intérêts de l'État. Le 13 juillet 2012, il est condamné à 18 années d'emprisonnement,,.

## Soutiens internationaux
Eskinder Nega est reconnu par Amnesty International comme étant un prisonnier d'opinion depuis 2012.
En mai 2012, il a reçu le PEN/Barbara Goldsmith Freedom to Write Award (en). Sa femme Serkalem Fassil s'est rendue à New York afin de recevoir ce prix au nom de son mari, toujours emprisonné à l'époque.
En 2013, il a été nommé, conjointement avec Mme Reeyot Alemu (en), par 41 députés européens pour recevoir le prix Sakharov de la liberté de l'esprit.
En 2014, il a reçu la plume d'or de la liberté décerné chaque année par l'Association mondiale des journaux.
En 2018, il lance la publication d'un journal en amharique : Ethiopis. 